# Univerza v Beogradu
Univerza v Beogradu (izvirno srbsko Универзитет у Београду) je najstarejša in največja univerza v Srbiji. Ustanovljena je bila leta 1808 kot Beograjska velika šola za časa Srbske revolucije med prvo in drugo vstajo, do leta 1838 pa se je še razširila z nekaterimi šolami v Kragujevcu. Univerza ima okoli 90000 študentov, okoli 1700 v podiplomski šoli in okoli 4200 zaposlenih. Od ustanovitve je v njej prišlo do diplome 330,000 posameznikov, 21,300 jih je magistriralo, 29,000 je opravilo specializacijo, 12,600 jim je bil podeljen doktorat.
Univerzo sestavlja 31 fakultet, 11 raziskovalnih inštitutov, 7 univerzitetnih centrov in velika univerzitetna knjižnica. Fakultete se povezujejo v štiri skupine: sociološke in humanistične znanosti, medicinska znanost, naravne znanosti in matematika, tehnološke znanosti. Trenutni rektor je prof. dr. Branko Kovačević.

## Zgodovina

### 19.stoletje
Beograjska univerza je bila z ustanovitvijo kot Visoka šola stoletje najvišja možna izobraževalna inštitucija v Srbiji, najprej imenovana kot Visoka šola, nato Beograjski licej (1838–1863), in nato kot vnovič Beograjska velika šola. Sprva je bila postavljena v dvorcu grofice Ljubice, nato pa je bila preseljena v drugo pomembno znamenitost Beograda, gradec kapitana Miše (tedaj najbogatejšega Srba, kjer se še vedno nahaja sedež univerze. Dositej Obradović, ustanovitelj univerze in tedanji šolski minister, je pomembna zgodovinska osebnost srbskega razsvetljenstva, ki je med Srbsko revolucijo oblikoval izobražence. Pomembna sta tudi prva rektorja univerze Sima Lozanić (1905/1906) in Jovan Cvijić (1906/1907).
Velika šola ali velika beograjska akademija je bila ustanovljena kot naslednica Beograjskega liceja in je bila na nek način kombinacija klasične gimnazije in visokošolskega izobraževanja in se je tako lahko razvila nemoteno v Beograjsko univerzo. Po zakonu je bila definirana znanstvena ustanova visokega in profesionalnega izobraževanja. Minister za izobraževanje je imel nadzor nad ustanovo, vodil jo je rektor, ki ga je imenoval kralj, in njegov akademski svet. Zgodovinsko so pričeli z oddelki za filozofijo, strojništvo in pravo. Formalno se je imenovanje v Univerzo izvedlo 27.februarja 1905. Dodali so še oddelka ortodoksne teologije in medicinskih znanosti. Študij prava je trajal recimo 3 leta, a so ga obogatili s 2 leti filozofije. 

### 20.stoletje
Prve ženske so na njej diplomirale v letu 1914. Univerza se je nato izjemno širila do časa druge svetovne vojne. Za časa socializma univerza postane gonilna sila izobraževanja tudi za sosednje republike. Ko z razpadom Jugoslavije nastopijo konflikti in razdori, to vpliva tudi na kvaliteto visokošolske izobrazbe in razbijanje akademske in administrativne avtonomije.

### 21.stoletje
Po letu 2000 je univerza utrla pomembne korake k revitalizaciji in izboljšanju zgradb in storitev ter izboljšala kvaliteto šolanja. Vlada je večkrat reformirala visoko šolstvo v državi, univerza sama je pa napravila izboljšave in prilagoditve in postala podpisnica Bolonjske dekleracije. Univerza je ponosna na svojo mednarodno sodelovanje in obširno delovanje v različnih mednarodnih projektih.

## Organizacija in administracija
Beograjsko univerzo sestavlja 31 fakultet, od katerih jih ima 30 sedež v Beogradu, ena pa v Boru.
Upravlja jo 44-članski senat, ki je voljen na 3 leta. Sestavljen je iz rektorja, 4 vice-rektorjev, 31 dekanov, 4 svetovalcev fakultet, 4 direktorjev raziskovalnih inštitutov in 8 predstavnikov študentov z enoletnih mandatom, ki so izvoljeni iz študentskega parlamenta univerze. Rektor predstavlja senat in Univerzo navzven.[10]
Svet Univerze je 31-člansko telo. 21 članov izbere Beograjska univerza, 5 članov imenuje Vlada Srbije, 5 članov pa imenuje Študentski parlament univerze. Svet univerze ima predsednika in podpredsednika. Poleg teh teles so na voljo univerzi telesa akademskih svetovalnih odborov in strokovnih odborov, ki so imenovani za oblikovanje različnih odločitev in nasvetov ter izdaje mnenj o izboru osebja.

## Rektorji
Glejte glavni članek Seznam rektorjev Univerze v Beogradu.

## Oddelki
Fakultete
- Agronomska fakulteta
- Arhitekturna fakulteta
- Biološka fakulteta
- Defektološka fakulteta
- Ekonomska fakulteta
- Elektrotehniška fakulteta
- Fakulteta organizacijskih ved
- Fakulteta političnih ved
- Fakulteta za civilno obrambo
- Fakulteta za fizikalno kemijo
- Fakulteta za fiziko
- Fakulteta za kemijo
- Fakulteta za šport in fizično izobraževanje
- Farmacevtska fakulteta
- Filološka fakulteta
- Filozofska fakulteta
- Geografska fakulteta
- Gozdarska fakulteta
- Gradbena fakulteta
- Matematična fakulteta
- Medicinska fakulteta
- Pedagoška fakulteta
- Pravna fakulteta
- Pravoslavna teološka fakulteta
- Prometna fakulteta
- Rudarsko-geološka fakulteta
- Stomatološka fakulteta
- Strojna fakulteta
- Tehnološko-metalurška fakulteta
- Veterinarska fakulteta
- Tehniška fakulteta (Bor)